# Ostrá (Grande Fatra)
Pour les articles homonymes, voir Ostra (homonymie).
L'Ostrá (qui signifie « pointue » en slovaque), culminant à 1 247 mètres d'altitude, est un sommet dans le massif de la Grande Fatra faisant partie des Carpates occidentales en Slovaquie. 
Elle comporte deux sommets escarpés depuis lesquels la vue porte sur la vallée de la Turiec et sur la montagne Tlstá.